# À 10 minutes de la plage
Pour plus de détails, voir Fiche technique et Distribution.
À 10 minutes de la plage est un téléfilm franco-belge réalisé par Stéphane Kappes en 2009.  

## Synopsis
Chaque été, Charles Lemoulec, directeur d'une compagnie d'assurances, emmène sa famille à l'île de Ré. Mais cette année, les vacances sont compromises car l'affaire familiale risque le dépôt de bilan. Pour ne pas décevoir ses proches, qui ne sont au courant de rien, Charles décide d'échanger sa résidence de Saint-Germain-en-Laye contre une superbe hacienda située dans le Sud de la France.

## Fiche technique
- Réalisation : Stéphane Kappes
- Scénario : Laurent Junca
- Musique : Xavier Berthelot
- Durée : 95 minutes
- Format : Couleurs
- Pays :  France,  Belgique
- Langue : Français
- Date de diffusion : 9 janvier 2010 sur La Une, 31 mai 2010 sur TF1
- Rediffusion : 27 Mai 2016 sur HD1

## Distribution
- Laurent Gamelon : Charles Lemoulec
- Catherine Marchal : Françoise Lemoulec
- Michel Vuillermoz : Rodrigo Ramirez
- Guilaine Londez : Chimène Ramirez
- François Morel : Monsieur Dubois
- Lionnel Astier : Manolo
- Pierre Palmade : Jean-Luc
- Liane Foly : Rita
- Anne Duverneuil : Constance Lemoulec
- Jonathan Joss : Benjamin Lemoulec
- Juliette Lopes Benites : Samantha Ramirez
- Anthony Sonigo : Hugo Ramirez
- Alice Pol : Lupita
- Cédric Vieira : Sanchez
- Lise Lamétrie : Madame Dubois
- Geneviève Fontanel : Mère de Charles
- Geoffroy Navarro : Christophe
- Charline Paul : Collaboratrice
- Virginie Vives : Journaliste
- Nicolas Grandhomme : Huissier
- Emmanuel Vieilly : Policier
- Dominique Ratonnat : Homme préfecture